# Dumbarton Bridge (Californie)
Pour les articles homonymes, voir Dumbarton.
Le pont de Dumbarton (en anglais : Dumbarton Bridge) est le plus méridional des ponts qui enjambent la baie de San Francisco en Californie, aux États-Unis.
Permettant le passage de plus de 81 000 véhicules par jour, il est par ailleurs, avec une longueur totale de 2 621 mètres, le pont le plus court de la baie de San Francisco. 

## Descriptif
Le pont a trois voies dans chaque direction, et dispose d'une piste cyclable et d'une voie piétonne sur le côté faisant face au sud.
Comme pour le pont San Mateo-Hayward, les lignes électriques sont parallèles au pont.
La gare de péage est située sur la côte orientale de la baie, le péage est de 5 $ en juillet 2010.

Carte de localisation.